# Бертран де Борн
Бертра́н де Борн (окс. Bertran de Bòrn, около 1140 — не позднее 1215) — окситанский поэт и трубадур, один из крупнейших поэтов средневекового Прованса.
Уроженец Лимузена, де Борн провёл большую часть своей жизни в распрях со своим братом из-за замка Отфор, междоусобных войнах семейства Плантагенетов и всевозможных баронских смутах. Бертран де Борн являлся и в своей жизни и в своём творчестве ярким представителем идеологии феодального рыцарства.

## Биография
Бертран де Борн был старшим сыном в семье знатного сеньора из Перигора, на основании чего обладал титулом виконта. После женитьбы своего младшего брата Константина вступил в совместное с ним владение замком Отфор, но решил отобрать замок и изгнал из него брата силой. Так началась многолетняя междоусобная война братьев. Бертран де Борн был отважным рыцарем и воспевал свои подвиги в военных сирвентах. Последние 20 лет жизни де Борн провёл в монастыре. Согласно комментарию И. Н. Голенищева-Кутузова, Бертран де Борн был упомянут как монах монастыря Далон (фр.) в 1215 году.
От двух браков имел четырёх сыновей. Его старший сын, тоже Бертран де Борн, был трубадуром.

## Поэзия Бертрана де Борна
Славу трубадуру принесли политические и военные сирвенты, воспевающие войну как единственно достойное настоящего рыцаря дело. Понятие провансальской лирики «куртуазная радость» (joi) означает для Борна не любовное упоение при созерцании Дамы, а любовь к войне, которая была истинной радостью и главной сердечной привязанностью рыцаря. Даже в кансонах, адресованных Даме, де Борн неизменно обращается к вопросам воинской доблести и чести. Его произведения отличаются экспрессией, сарказмом, обладают высокой степенью воздействия на эмоции читателя посредством отдалённых образных, тематических, ритмических ассоциаций. Два плача де Борна на смерть Генриха Плантагенета («Молодого короля») отмечены высочайшим мастерством и считаются одними из лучших в этом жанре. Бертран де Борн был знаком с поэтическими изысканиями своего современника Арнаута Даниэля и с успехом применял методы этого сложного трубадура в своей лирике. Сквозная тема песен де Борна — его взаимоотношения с Ричардом Львиное Сердце (фигурирует у де Борна под прозвищем «Да-и-нет» (окс.: Oce-No)), они проходят сложный путь от открытого противостояния (в «Легко сирвенты я слагал…» де Борн призывает баронов объединиться против Ричарда) до военного союза вассала и сюзерена (сирвента «Если б трактир, полный вин и ветчин…»).
Сирвента Puois Ventadorns e Conborns ab Segur (080, 033) в переводе на русский язык «Песня, побуждающая баронов объединиться против Ричарда»:

| Puois Ventadorns e Conborns ab Segur, e Torena e Monfortz ab Gordo an fait acort ab Peiregorc e jur, e li borzes si claven de viro, m’es bel qu’eu chant e que eu m’entremeta d’un sirventes per lor asegurar, qu’eu no voill ges sia mia Tolleta per qe segurs non i auses estar. A, Pui Gilems e Clarents e Grangnol e Saint Estier, molt avetz grant honor, et eu mezeis, qui conoisser la·m vol, e Torena, et Engolmes maior, d’en Charretier qui grepis la chareta: non a deniers ni no·n pren ses paor, per c’ab honor prez mais pauca tereta que grant enpier tener a desonor. Se·l rics vescoms qui es caps dels Gascos, a qui s’aten Bearns e Gavardas, e·n Vesians si·s vol, e·n Bernardos, e·l seigner d’Aics, e Tartas e Marsas, d’aquella part aura·l coms pro que fassa; et eissamen, aissi com el es pros, ab sa grant ost que atrai et amassa passe·s en sai et aioste·s ab nos. Si Taillaborcs e Pons e Lezignas e Mauleos e Taunais fos en pes, et a Sivrac fos vescoms vius e sas, ja non creirai qe non nos aiudes; cel de Toartz, puois lo coms lo menassa, teigna·s ab nos e non sia ges vas: e demandem li que el dreit nos fassa dels homenes qe·ns a traitz d’entre·ls mas. Entre Peitau e la Ysla Bocart e Mirabel e Laudun e Chino, a Clarasvals ant bastit ses regart un bel chastel e mes en plan cambo; e no voill ges lo sapcha ni lo veia lo joves reis, que no·il sabria bo: mas paor ai, pois el tant fort blancheia, q’el o veira ben de Matafelho. Del rei Felip sabrem be s’el paireia, o s’el segra·l bon usatge Karlo d’en Taillafer, que per seignor l’autreia d’Engolesme, don el l’en a fait do. E non es dreitz de rei que ren autreia, puois q’a dig d’oc, qe mais diga de no. Орфография текста по Pietro G. Beltrami. | С тех пор как с Перигором договор Скрепили Вентадорн, Комборн, Сегюр, Но также и Турень, Гурдон, Монфор, Стал горожанин боязлив и хмур — Так пусть, сирвентой дерзкою разбужен, Услышит он, сидящий взаперти, Что даже и Толедо мне не нужен, Коль город от беды нет сил спасти. О вы, Пюи-Гильем, Гриньоль, Кларанс И Сент-Астье, предоставляет нам Фортуна для снисканья чести шанс — Да и сеньору Ангулемцу — там, Где эн Каретник ныне без кареты, В кармане пусто, ждет его лишь срам: По мне, чем быть лжекоролем полсвета, Поместьем управляй, зато уж сам. Когда б виконт, под чьей рукой Гасконь, Под чьей пятой Беарн и Гавардан, Когда б все те, чье кредо: «Нас не тронь!» — Безан, Бернард, де Дакс и де Марсан, Встряхнулись,— сдержан мыслью об уроне, Бесстрашный Граф не сунулся б в огонь, И, разве что спасая от погони, Его бы здесь промчал пред войском конь. Когда б Тайбург, Тонне, Понс, Лузиньян И Молеон хотели перемен, Когда б сидел в Сиврэ не истукан, Я помощи б искал у этих стен; Пусть, приступив немедля к обороне, Тот из Туара наш поддержит план — И Граф тогда поступит, как в законе Записано, что был от века дан. Близ Пуатье, откуда невдали Остров Бушар, Мирбо, Луден, Шинон, В Клерво, средь поля, крепость возвели, Красив в которой каждый бастион. Я слышал, Молодой Король спокоен, Конец, боюсь однако, предрешен; Ведь белый форт открыто так построен, Что виден и с дороги в Матефлон. Такой же ли Филипп монарх и воин, Как Карл, или в отца натурой он, Увидим по Тайферу, что достоин Домена, ибо им был признан трон: Их договор не может быть расстроен — Прав «да» сменить на «нет» король лишен. Перевод и комментарии А. Г. Наймана. |

Сирвента Бертрана де Борна Be·m platz lo gais temps de pascor (080,008a ; XXXVII) в частичном переводе А. А. Блока:

| Be·m platz lo gais temps de pascor Que fai foillas e flors venir ; E plaz mi, qand auch la baudor Dels auzels que fant retentir Lor chan per lo boscatge ; E plaz me, qand vei per los pratz Tendas e pavaillons fermatz ; Et ai gran alegratge, Qand vei per campaignas rengatz Cavalliers e cavals armatz. E plaz mi, qan li corredor Fant las gens e l’aver fugir ; E plaz mi, qand vei apres lor Gran ren d’armatz ensems venir ; E plaz me e mon coratge, Qand vei fortz chastels assetgatz E·ls barris rotz et esfondratz E vei l’ost el ribatge Q’es tot entorn claus de fossatz Ab lissas de fortz pals serratz. Massas e brans, elms de color Escutz trancar e desgarnir Veirem a l’intrar de l’estor E maint vassal essems ferir, Don anaran aratge Cavaill dels mortz e dels nafratz. E qand er en l’estor intratz, Chascus hom de paratge Non pens mas d’asclar caps e bratz, Que mais val mortz que vius sobratz. Орфография текста согласно Gouiran, Gérard. | Люблю я дыханье прекрасной весны И яркость цветов и дерев; Я слушать люблю средь лесной тишины Пернатых согласный напев В сплетеньи зеленых ветвей; Люблю я палаток белеющий ряд, Там копья и шлемы на солнце горят, Разносится ржанье коней, Сердца крестоносцев под тяжестью лат Без устали бьются и боем горят. Люблю я гонцов неизбежной войны, О, как веселится мой взор! Стада с пастухами бегут, смятены, И трубный разносится хор Сквозь топот тяжелых коней! На замок свой дружный напор устремят, И рушатся башни, и стены трещат, И вот — на просторе полей — Могил одиноких задумчивый ряд, Цветы полевые над ними горят. Люблю, как вассалы, отваги полны, Сойдутся друг с другом в упор! Их шлемы разбиты, мечи их красны, И мчится на вольный простор Табун одичалых коней! Героем умрет, кто героем зачат! О, как веселится мой дух и мой взгляд! Пусть в звоне щитов и мечей Все славною кровью цветы обагрят, Никто пред врагом не отступит назад! Перевод А. А. Блока. Песня Менестреля, действие IV сцена III драмы «Роза и Крест». |

Каролина Махаёлиш де Вашконселуш, автор фундаментального труда о средневековом сборнике Песенник Ажуда, сравнивала наиболее раннюю из сохранившихся кантиг на галисийско-португальском языке, песню насмешки и злословия Ora faz host’o senhor de Navarra португальского трубадура Жуана Соареша де Пайва, с сирвентами Бертрана де Борна.

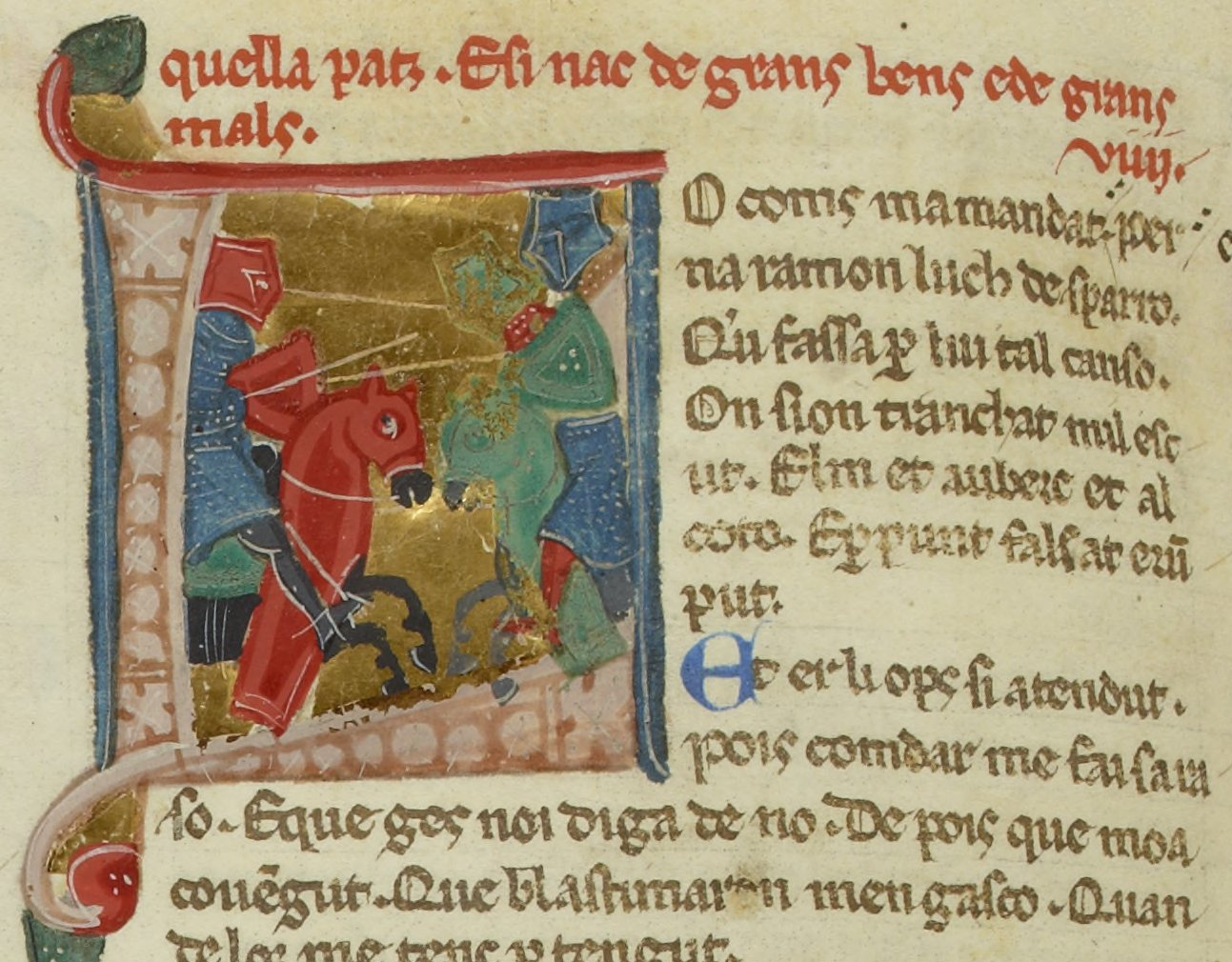
Lo coms m’a mandat e mogut, одна из 34 сирвент Бертрана де Борна, представленных в рукописи XIII века, код манускрипта Français 854, Национальная библиотека Франции

## Творческое наследие
В поэтический корпус трубадура входит 46 сочинений при исключении повторяющихся версий:
- 1 религиозная песня (chanson religieuse) 009,019 (XLIII)
- 1 escondich 080,015 (VI) = 080,015 (XVII), то есть разновидность кансоны, в которой автор выступает против клеветы в его адрес[12]
- 2 песни о крестовых походах 080,004 (XXXIV); 080,030 (XXXIII)
- 3 плача (planh) 080,006a (XXII); 080,026 (XIII); 080,041 (XIV)
- 6 кансон (canso)
- 33 сирвенты

Кроме указанного сохранились фрагменты песен 080,001 (IV); 080,024a (XLVI); 080,043 (XXXIX).

## Музыка
Из более чем 40 сохранившихся стихов Бертрана до наших дней дошла нотация только одной песни — Rassa, tan creis e mon' e poja (PC 80.37). Некоторые из сохранившихся стихов (без нот) представляют собой явные контрафактуры (сохранившихся) мелодий других трубадуров. Авторство двух из них принадлежит Гирауту де Борнелю. Предполагается, что три стихотворения Бертрана, в свою очередь, послужили основой для музыкально-поэтического творчества Конона де Бетюна.

## Образ Бертрана де Борна в литературе

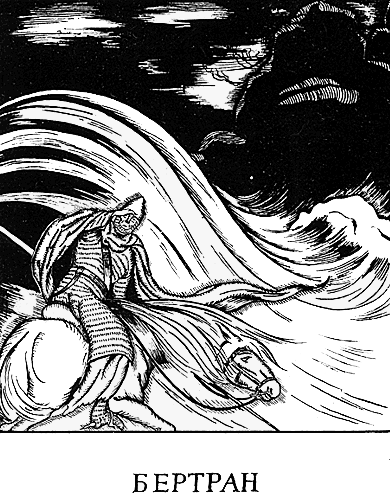
Автолитография Н. П. Дмитревского к поэме А. А. Блока «Роза и крест», 1922

Данте, родившийся через несколько десятилетий после смерти де Борна, был знаком с жизнеописанием поэта, созданным в XIII веке. Под влиянием этой «биографии» Данте в своей «Божественной комедии», поместил Бертрана де Борна, «ссорившего короля-отца с сыном», в восьмой круг ада среди зачинщиков раздора (Inferno, XXVIII). При этом И. Н. Голенищев-Кутузов обращает внимание на то, что «Данте говорит с большим уважением о щедрости Бертрана де Борна в „Пире“ (IV, 11)».
В новейшее время образом Бертрана де Борна вдохновлялись поэты романтизма, видевшие в нём воплощение боевой мощи поэзии (например, «Бертран-де Борн» Гейне). Писатель Лион Фейхтвангер в своём романе «Испанская баллада» сделал Бертрана де Борна одним из ярких персонажей. Творчество провансальского трубадура получило высокую оценку А. А. Блока, Эзры Паунда, Т. С. Элиота. Александр Блок читал де Борна в подлиннике и вставил в свою пьесу «Роза и Крест» точный, но неполный перевод одной из его песен.
Эзра Паунд сделал героями своего стихотворения «Близ Перигора» Ричарда Львиное Сердце и Арнаута Даниэля, беседующих о Бертране де Борне:
И это все. Пока не скажет Данте:
«Я видел, вижу словно и сейчас,
Как тело безголовое шагало
В толпе, кружащей неиссчетный раз,
И срезанную голову держало
За космы, как фонарь, и голова
Взирала к нам и скорбно восклицала:
„…
Я связь родства расторг пред целым светом,
За это мозг мой отсечен навек
От корня своего в обрубке этом:
И я, как все, возмездья не избег“».
В 1922 году Л. Н. Лунц написал трагедию в пяти действиях «Бертран де Борн», впервые опубликованную в 1923 году. В целях создания более прекрасной чем историческая действительность художественной правды участник литературной группы «Серапионовы братья» отошёл от фактических данных, например, в отличие от своего исторического прототипа персонаж трагедии гибнет, но выступает как герой, борющийся с государственной властью.

## Издания сочинений
- Бертран де Борн // Песни трубадуров / Сост., перевод со старопровансальского, комментарии А. Г. Наймана. — М.: Главная редакция восточной литературы издательства Наука, 1979. — С. 76—101. — 260 с.
- Poésies complètes, éd. A. Thomas, Toulouse, 1888
- Bertran von Born, Hrsg. von A. Stimming, Halle, 1913
- Die Lieder, Hrsg. C. Appel, Halle, 1932
- Тексты песен Бертрана де Борна, их варианты в средневековых манускриптах и комментарии к ним представлены на электронном ресурсе Corpus des Troubadours Института изучения Каталонии[13]